# Drosera falconeri
Drosera falconeri es una especie de planta carnívora perennifolia del género Drosera que es endémica del Territorio del Norte en Australia.

## Descripción
Drosera falconeri  se parece superficialmente la Venus atrapamoscas ( Dionaea muscipula ).  En una revisión de la investigación sobre la evolución de la Venus atrapamoscas de antepasados de hojas pegajosas, los botánicos Thomas Gibson y Donald Waller utilizaron D. falconeri como ejemplo de una especie con hojas pegajosas que comparte muchas características con la Venus atrapamoscas, como una amplia lámina y pecíolo y que se enfrenta al mismo reto de atrapar la presa que la trampa de resorte que Venus atrapamoscas evolucionó en respuesta.
Drosera falconeri es una planta perenne tropical con una roseta que es común para el género Drosera. Las hoja caducas queden apoyadas contra el suelo. Las hojas son generalmente más pequeñas en la antesis (floración), pero aumentan a medida que avanza la temporada de crecimiento. La lámina reniforme en la madurez mide de 1,5 cm de largo y 2 cm de ancho, con las hojas en mayor los especímenes tan anchas como 3 cm. Es única en el subgénero debido a sus grandes hojas que son típicamente planas contra el suelo. Las glándulas con producción de mucílago se encuentran en los tallos - estructuras conocidas como tentáculos - aparecen en el margen de la lámina con las glándulas más cortas en el centro de la hoja. La superficie abaxial (inferior)  de la hoja es notablemente más veteada y escasamente cubierta con pelos blancos no glandulares. Los pecíolos son oblanceolada y generalmente de 10 mm de largo con anchuras variables: 2 mm cerca del centro de la roseta, 3,5 mm cerca del centro del pecíolo, y 3 mm en el punto de unión a la lámina. La superficie superior del peciolo es glabra, pero los márgenes y la superficie inferior posee pelos similares a las de la superficie abaxial de la hoja.
Uno o dos inflorescencias en forma de racimo son producidas por planta y suelen ser de 8 cm de largo. Aproximadamente, 12 flores se encuentran en una inflorescencia con cada flor blanca o rosa celebrada en un largo pedicelo de 3-5 mm. Los escapos,  y sépalos están escasamente cubiertas de pelos blancos. En la estación seca, las hojas mueren y la planta sobrevive mediante la formación de una estructura de forma de bulbo con base de las hojas apretadas, justo debajo de la superficie del suelo. Esta adaptación ayuda a evitar la desecación durante la estación seca. Los suelos arcillosos duros actúa como aislante; todas las demás especies en el subgénero Lasiocephala utilizan densos pelos blancos para el aislamiento. La latencia se suele romper con las primeras lluvias de la estación húmeda y se produce el crecimiento rápidamente. Nuevo crecimiento, tales como un nuevo sistema fibroso de la raíz, las hojas nuevas, y la inflorescencia, debe acumular reservas y semillas de establecimiento; una estación lluviosa corta y la sequía repentina pueden cortar la temporada de crecimiento considerablemente. Las nuevas raíces son de color blanco y carnoso, la mayoría son como un órgano de almacenamiento de agua, mientras que las raíces de más edad se vuelven más delgadas y en su mayoría anclan la planta.
Su diploide número de cromosomas es 2n = 12.

## Taxonomía
Drosera falconeri fue descrita por P.Tsang ex Kondo y fue publicado en Boletim da Sociedade Broteriana II, 57: 52. 1984.
Etimología
Drosera: tanto su nombre científico –derivado del griego δρόσος (drosos): "rocío, gotas de rocío"– como el nombre vulgar –rocío del sol, que deriva del latín ros solis: "rocío del sol"– hacen referencia a las brillantes gotas de mucílago que aparecen en el extremo de cada hoja, y que recuerdan al rocío de la mañana.
falconeri: epíteto se refiere a la región donde se produce esta planta.